# Carl Benz

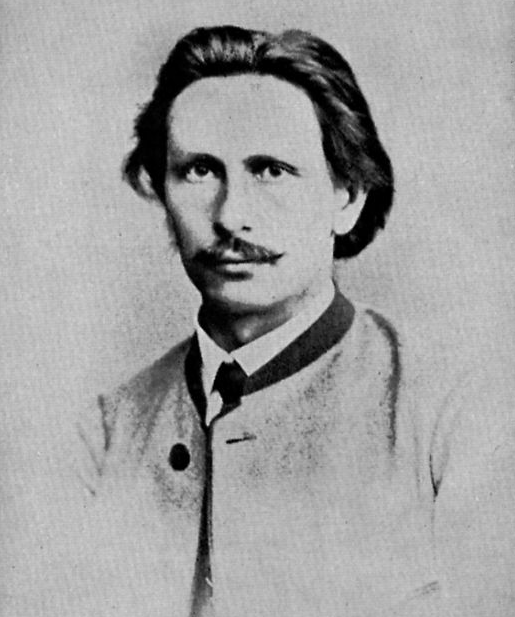
Carl Benz mit 25 Jahren (1869)

Carl Friedrich Benz (* 25. November 1844 in Mühlburg als Karl Friedrich Michael Vaillant; † 4. April 1929 in Ladenburg) war ein deutscher Ingenieur und Automobilpionier. Sein Benz Patent-Motorwagen Nummer 1 von 1885 gilt als erstes praxistaugliches Automobil. Am 29. Januar 1886 meldete er seinen Motorwagen zum Patent an.
Aus seinem 1883 gegründeten Maschinenbau- und Automobilunternehmen Benz & Cie. entstand 1926 durch Fusion mit der Daimler-Motoren-Gesellschaft die Daimler-Benz AG (heute Mercedes-Benz Group AG).

## Leben

### Herkunft
Carl Benz wurde am 25. November 1844 in der Stadt Mühlburg (heute ein Stadtteil von Karlsruhe) als Karl Friedrich Michael Vaillant unehelich geboren. Im Kirchenbuch der evangelischen Gemeinde von Mühlburg wurde der Name versehentlich Karl Friedrich Michael Wailand eingetragen. Seine Eltern waren die Karlsruher Dienstmagd Francisca Josepha („Josephine“) Vaillant (* 8. April 1804 in Landstuhl; † 12. März 1870 in Gondelsheim) und der Lokomotivführer Johann Georg Benz (* 7. Januar 1809 in Pfaffenrot; † 21. Juli 1846 ebenda). Die Mutter war evangelisch, der Vater katholisch. Johann Georg Benz stammte aus Pfaffenrot (heute Gemeinde Marxzell), wo seine Vorfahren über Generationen eine Schmiede betrieben hatten. Er arbeitete bei der Badischen Eisenbahn.
Taufzeugen waren laut Kirchenbuch der „Bürger, Gastwirth und Bierbrauer“ Michael Kramer aus Mühlburg und der Schuhmachermeister Karl Axtmann aus Karlsruhe, dessen Vorfahren aus Schielberg, ganz in der Nähe von Pfaffenrot kommen. Es ist anzunehmen, dass Michael Kramer der damalige Dienstherr der Mutter war und seiner hochschwangeren Magd weiterhin Quartier gewährt hatte. Sein Gasthaus in der Rheinstraße 22 war wahrscheinlich das Geburtshaus. Später erhielt es den Namen „Stadt Karlsruhe“. Ende der 1950er Jahre wurde es abgerissen.
Am 16. November 1845 heirateten die Eltern in der katholischen Stadtkirche St. Stephan. Trauzeuge war wiederum Michael Kramer. Das Kind hieß nun Karl Friedrich Michael Benz. (Carl Benz bevorzugte später die Schreibweise Carl und veröffentlichte seine Lebenserinnerungen unter dem Namen Carl Friedrich Benz.) Nach der Hochzeit zogen die Eltern mit ihrem Kind nach Karlsruhe in die Erbprinzenstraße 13. Carl Benz war noch keine zwei Jahre alt, als sein Vater im Sommer 1846 an einer Lungenentzündung starb.

### Ausbildung
Ab 1853 besuchte Benz das naturwissenschaftlich orientierte Karlsruher Lyzeum. Seine Mutter konnte allein von ihrer kargen Witwenrente nicht leben. Sie vergab in Karlsruhe Kost und Logis an Studenten des Polytechnikums. Damit finanzierte sie auch die Ausbildung ihres Sohnes.
Am 30. September 1860 bestand der fünfzehnjährige Karl Friedrich die Aufnahmeprüfung am Polytechnikum Karlsruhe. Dort studierte er Maschinenbau bei Ferdinand Redtenbacher, dem Begründer des wissenschaftlichen Maschinenbaus, der den Maschinenbau von seiner vorwiegend handwerklich-empirischen Basis zur angewandten höheren Mathematik führte, und nach dessen Tod bei Franz Grashof. Vier Jahre später beendete er am 9. Juli 1864 mit Erfolg seine Zeit als Eleve.

### Heirat und erste Erfolge als Maschinenbauer

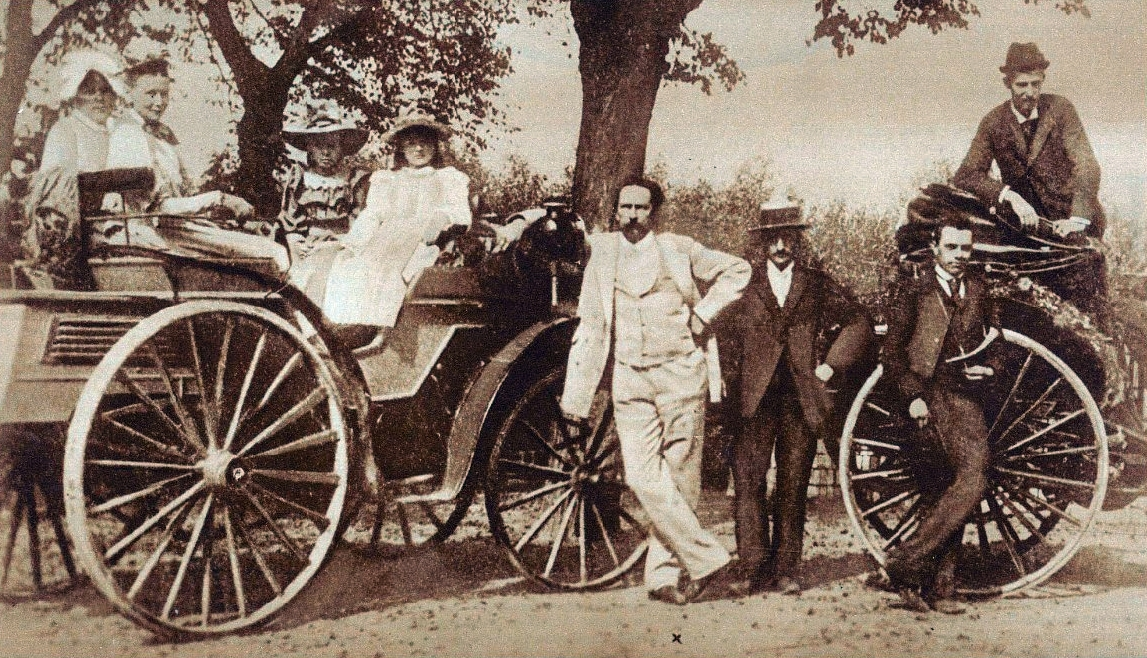
Karl Benz mit seiner Familie

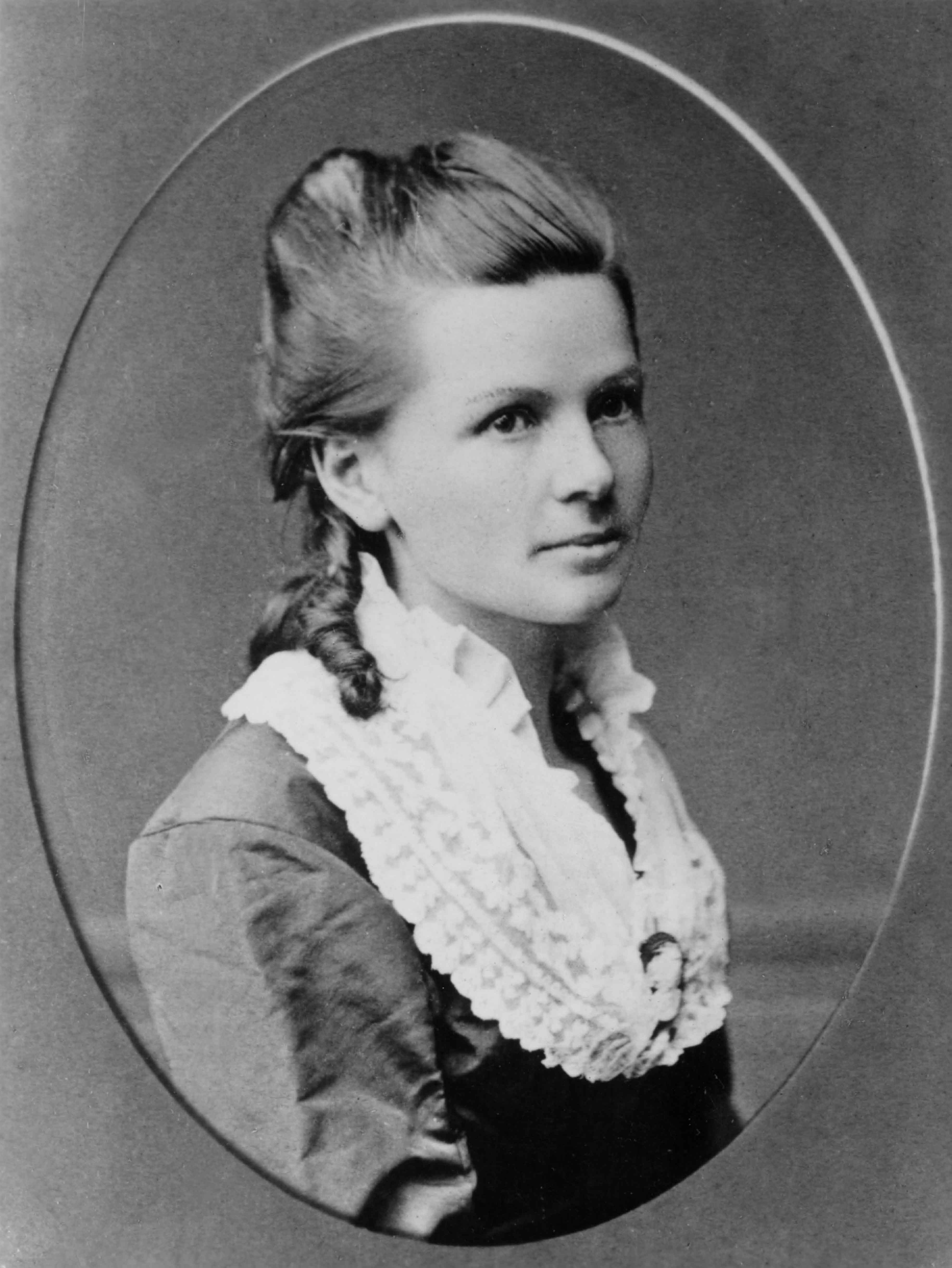
Die etwa 23-jährige Bertha Ringer (um 1871)

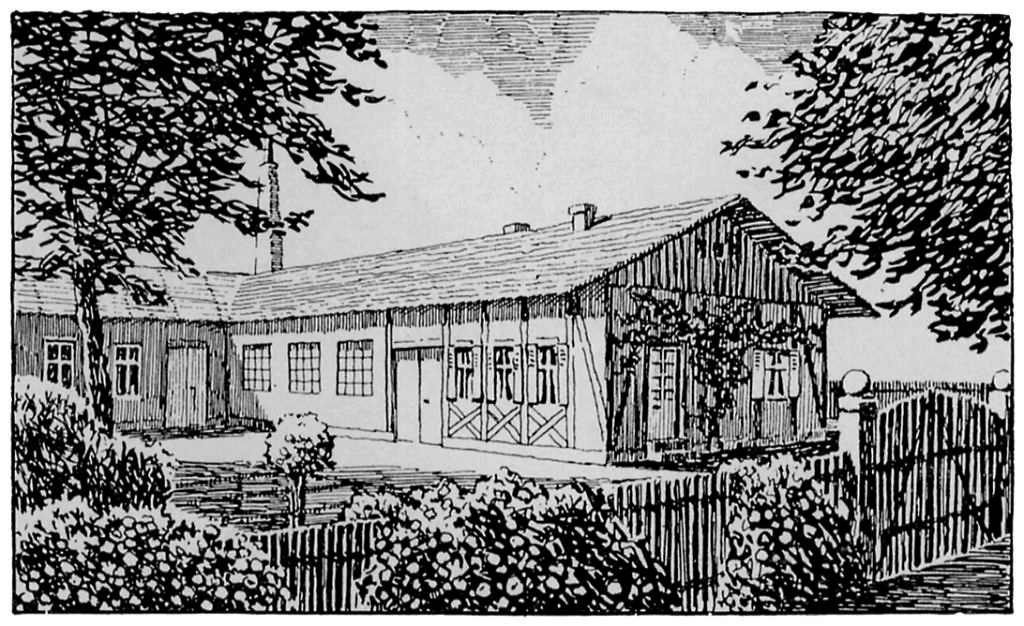
Carl Benz’ erste Werkstatt in Mannheim. Hier entwickelte er den Zweitaktmotor und später den ersten Patent-Motorwagen

Carl Benz gründete 1871 in Mannheim mit den Mitteln seiner künftigen Ehefrau Bertha Ringer die Eisengießerei und mechanische Werkstätte, die er später in Fabrik für Maschinen zur Blechbearbeitung umbenannte.
Am 20. Juli 1872 heirateten Carl Benz und Bertha Ringer. Aus der Ehe gingen fünf Kinder hervor:
- Eugen (* 1. Mai 1873; † 9. März 1958)
- Richard (* 21. Oktober 1874; † 19. September 1955)
- Clara (* 1. August 1877; † 18. Februar 1968)
- Thilde (* 2. Februar 1882; † 13. Januar 1974)
- Ellen (* 16. März 1890; † 21. April 1973).[11]

### Entwicklung und Bau von Motoren
1878/79 entwickelte Carl Benz einen verdichtungslosen Zweitaktmotor. Wegen der kostspieligen Entwicklungsarbeiten verlangte seine Hausbank 1882 die Umwandlung des Unternehmens in eine Aktiengesellschaft. Es firmierte nun als Gasmotorenfabrik in Mannheim A. G. Im Aufsichtsrat der neu entstandenen Gesellschaft fand der Konstrukteur jedoch wenig Verständnis für seine Visionen. Über diese als schwierig erlebte Zeit schrieb Benz später in seinen Lebenserinnerungen: „Nur ein Mensch harrte in diesen Tagen, wo es dem Untergange entgegen ging, neben mir im Lebensschifflein aus. Das war meine Frau. Tapfer und mutig hisste sie neue Segel der Hoffnung auf.“
Benz verließ deshalb das Unternehmen und gründete 1883 die Benz & Cie. Rheinische Gasmotorenfabrik in Mannheim, um seine Gasmotoren zu produzieren, die sich zunächst als Stationärmotoren sehr erfolgreich verkauften und die wirtschaftliche Basis für weitere Entwicklungen sicherten.

### Der Patent-Motorwagen

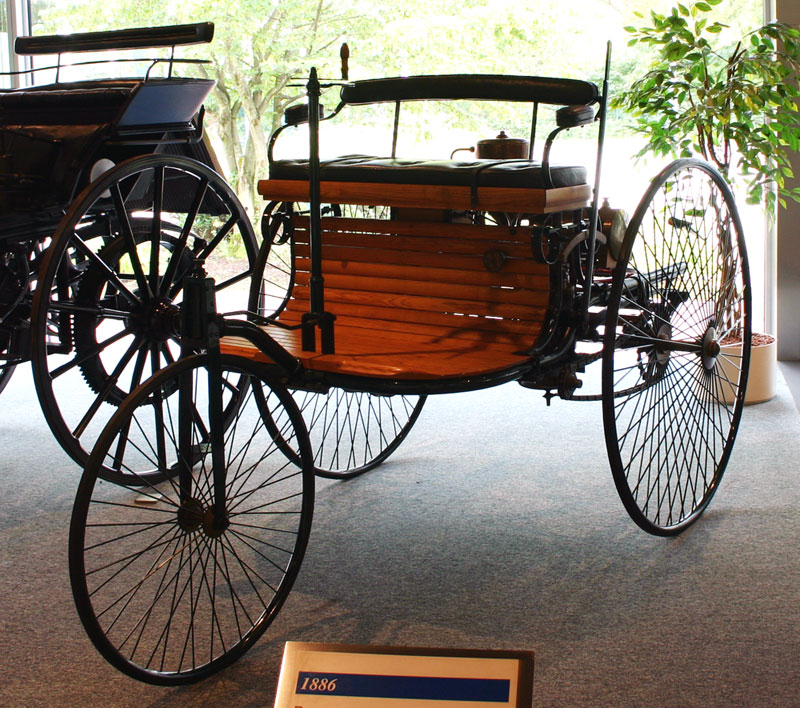
Benz Patent-Motorwagen Nr. 1, Nachbau im EFA-Museum für Deutsche Automobilgeschichte

1885 baute Carl Benz das erste Automobil mit einem Viertaktmotor und elektrischer Summerzündung, mit gelenktem Vorderrad, den Benz Patent-Motorwagen Nummer 1, ein dreirädriges Fahrzeug (Tricycle laut Patenttext). Es fuhr erstmals im Sommer 1885 in Mannheim, wie Bertha Benz im Jahre 1941 noch einmal schriftlich versichert hat. Das Fahrzeug hatte einen im Heck angeordneten, liegenden schiebergesteuerten Einzylinder-Viertaktmotor, der Benz zufolge bei einer Drehzahl von 250/min eine Leistung von 0,67 PS abgab. Damit erreichte das Fahrzeug 16 km/h Höchstgeschwindigkeit. Am 29. Januar 1886 schrieb Karl Friedrich Benz Industriegeschichte, indem er dieses Fahrzeug beim Reichspatentamt unter der Nummer 37435 zum Patent anmeldete.
Obwohl bereits lange zuvor diverse Dampfkraftwagen und Dampfomnibusse als Nutzfahrzeuge im Einsatz waren, kommt eine Fachpublikation zu dem Schluss, dass Carl Benz mit dem dreirädrigen Patent-Motorwagen Nummer 1 den ersten praxistauglichen Personenkraftwagen konstruiert hat. Zunächst erntete Carl Benz für seine Arbeit jedoch viel Spott. Seine motorisierte Kutsche wurde als „Wagen ohne Pferde“ belächelt. Andererseits meinte der Generalanzeiger der Stadt Mannheim im September 1886, dass dieses Fuhrwerk eine Zukunft haben wird, weil es „ohne viele Umstände in Gebrauch gesetzt werden kann und weil es, bei möglichster Schnelligkeit, das billigste Beförderungsmittel für Geschäftsreisende, eventuell auch für Touristen werden wird“. Carl Friedrich Benz sah dies ähnlich und verbesserte seine Fahrzeuge stetig. So entwickelte er einen leichten Viertaktmotor, das Differentialgetriebe und andere Kraftfahrzeugelemente weiter, wie 1893 die Achsschenkellenkung, die Zündkerze, die Riemenverschiebung als Kupplung, den Vergaser, den Wasserkühler und die Gangschaltung.
Carl Benz erhielt für seinen Motorwagen die erste Fahrerlaubnis der Welt, ausgestellt am 1. August 1888 vom Großherzoglich-Badischen Bezirksamt. Wenige Tage später unternahm seine Ehefrau Bertha mit dem Benz Patent-Motorwagen Nummer 3 die erste erfolgreiche automobile Fernfahrt: Sie fuhr mit ihren Söhnen Eugen und Richard von Mannheim etwa 104 km in ihre Geburtsstadt Pforzheim, wo sie nach 12 Stunden und 57 Minuten ankam, und wieder zurück. An diese Fahrt erinnert heute die Bertha Benz Memorial Route. Die auf dem Weg gelegene Wieslocher Stadt-Apotheke wurde zur ersten Tankstelle, als der dortige Apotheker das Gefährt der Reisegruppe mit Ligroin als Kraftstoff versorgte. So wurde auch Bertha Benz neben ihrem Ehemann zu einem Pionier der Automobilgeschichte.
1888 wurde das neuartige Vehikel („Vollständiger Ersatz für Wagen mit Pferden!“) durch die Teilnahme an der Münchner Kraft- und Arbeitsmaschinenausstellung zwar über die Grenzen Deutschlands bekannt, doch mögliche Käufer blieben zunächst skeptisch. 1889 wurden die neuen Benz-Modelle auf der Pariser Weltausstellung präsentiert. In Frankreich, das damals über die besten Straßen verfügte, nahm dann auch die Verbreitung des Automobils ihren Anfang.

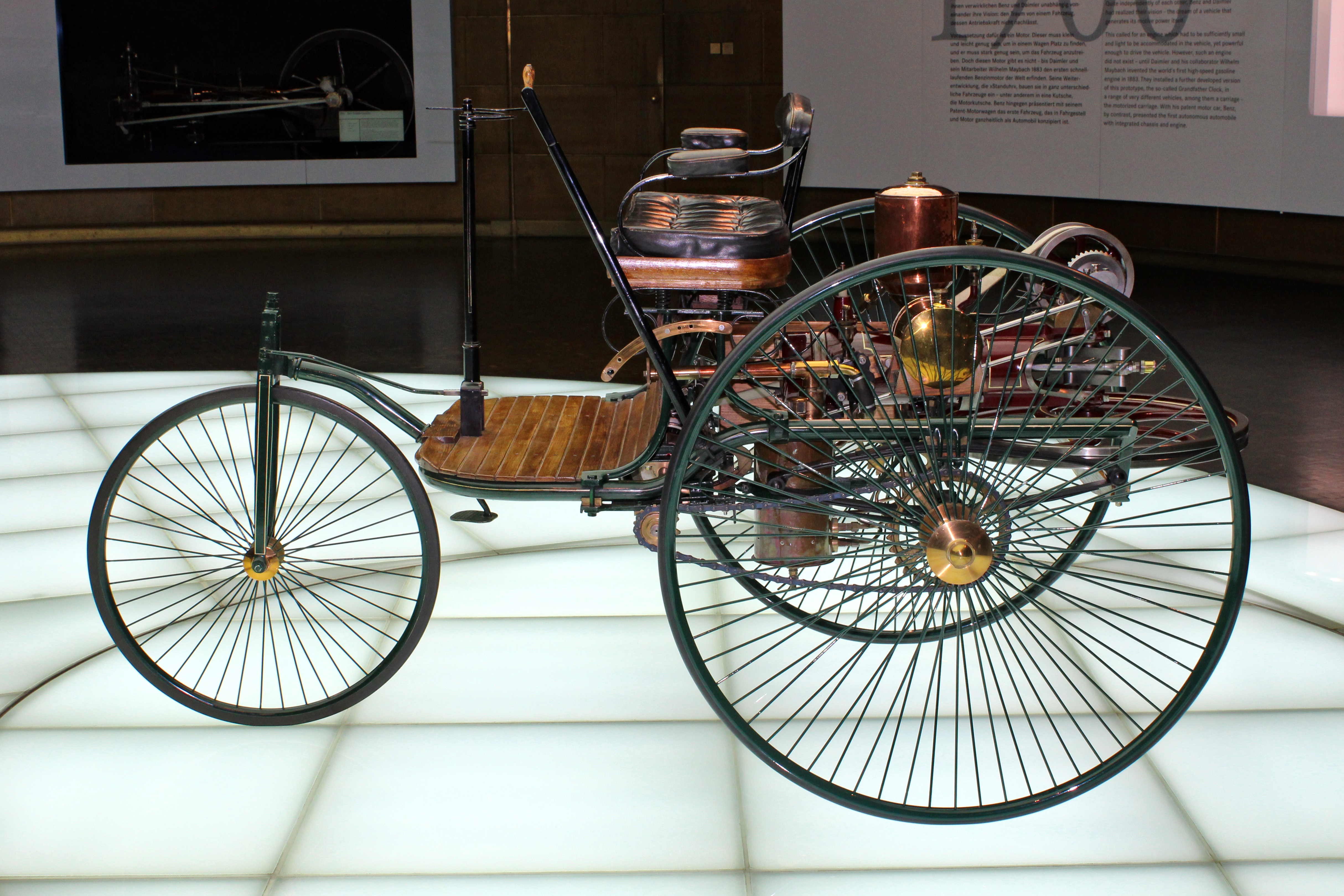
Benz Patent-Motorwagen No. 1, 1886
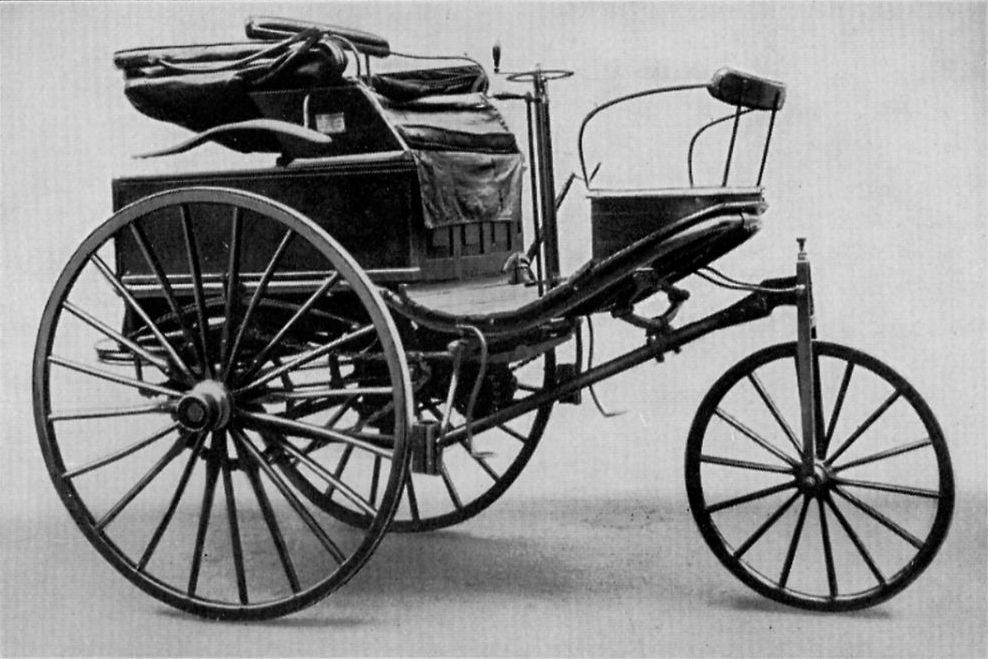
Benz Patent-Motorwagen No. 3: 1888 fuhr Bertha Benz damit von Mannheim nach Pforzheim
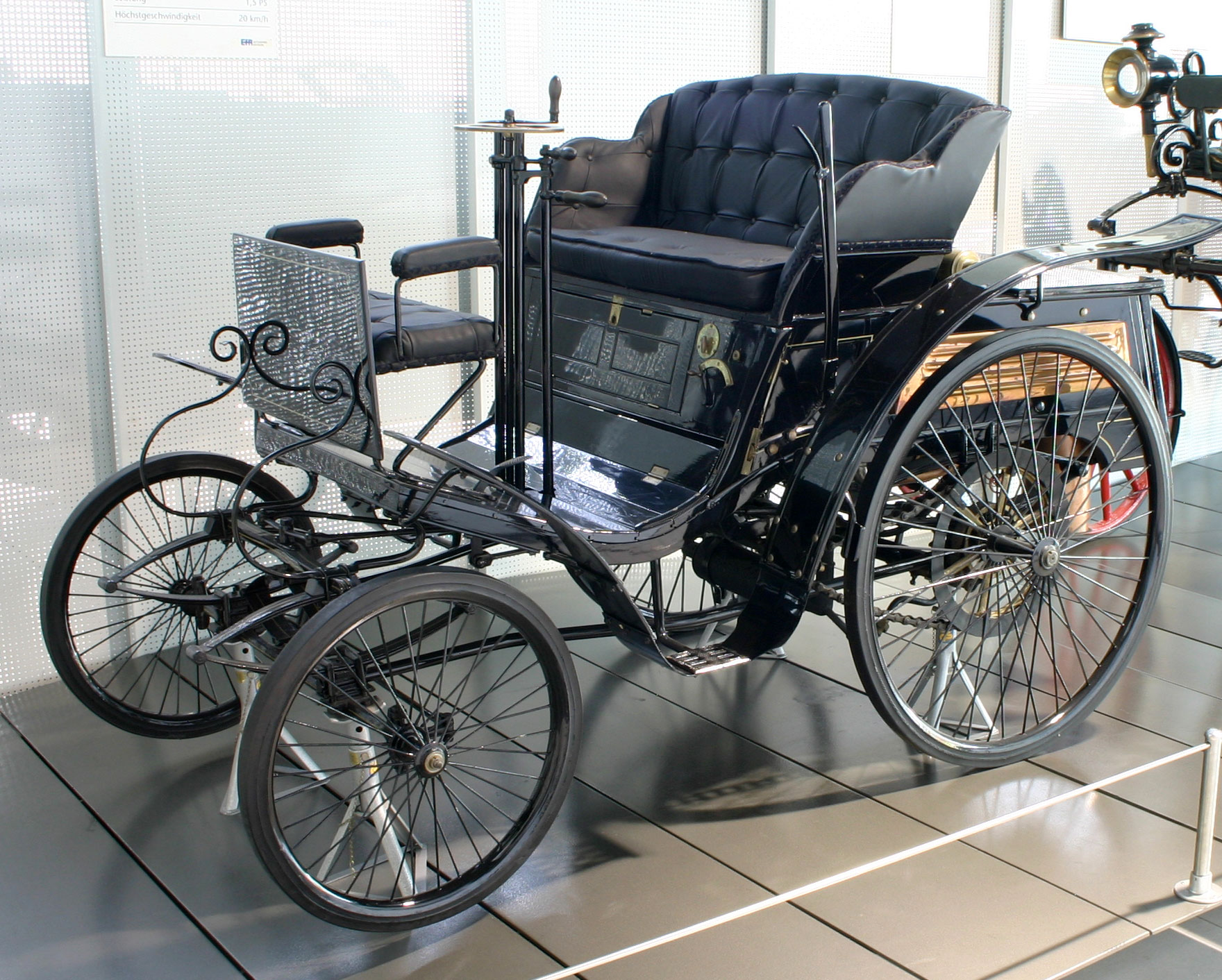
Patent-Motorwagen "Velo" 1894 erster Serienwagen: 1045 cm³, 1,5 PS, 20 km/h (EFA-Museum)
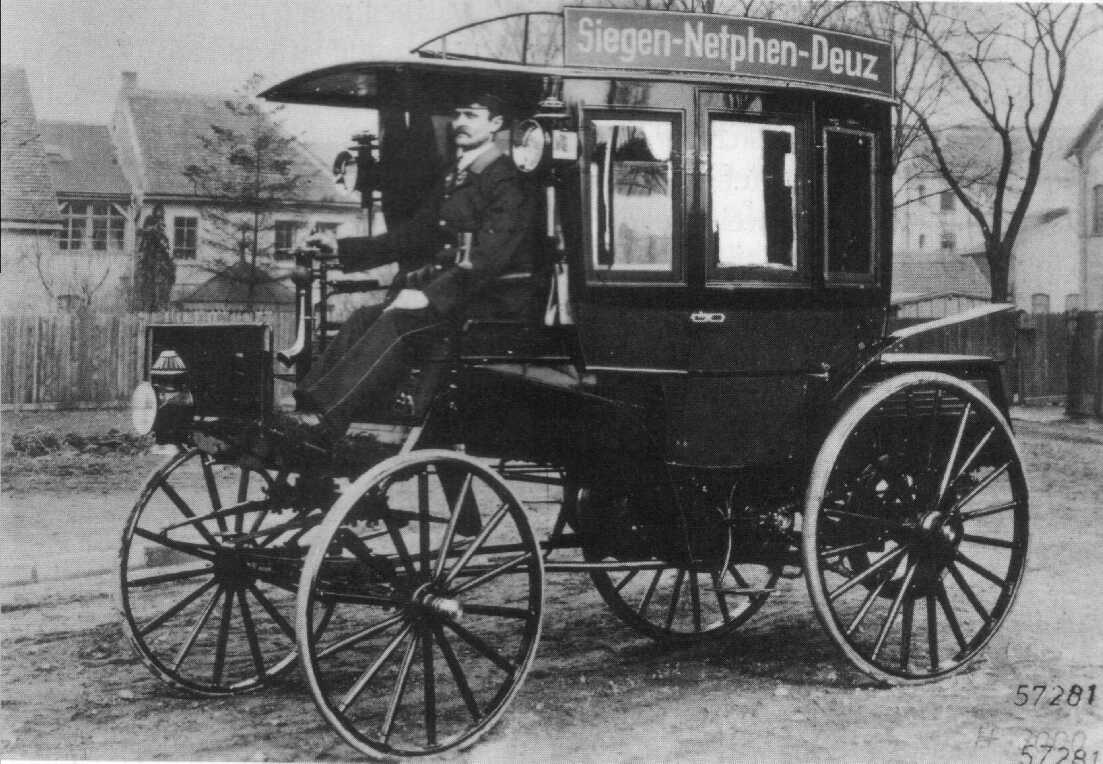
Erster Benzin-Omnibus von Benz & Cie. 1895 gebaut für die Netphener Omnibusgesellschaft

### Patentstreit mit Daimler
Der konkurrierende Konstrukteur Gottlieb Daimler hatte zusammen mit seinem Freund Wilhelm Maybach die Glührohrzündung entwickelt, eine wesentliche Voraussetzung für die Weiterentwicklung des von Nicolaus Otto erfundenen Viertakt-Gasmotors zum Benzinmotor mit hohen Umdrehungszahlen. Auf die Glührohrzündung hatte Daimler 1883 ein Patent erhalten. 1896 verklagte er Benz’ Unternehmen erfolgreich wegen Verletzung seines Patents. Benz & Cie. musste daraufhin Lizenzgebühren an die Daimler-Motoren-Gesellschaft zahlen. Obwohl Daimler zum Gerichtstermin nach Mannheim reiste, lernten sich Benz und Daimler nicht persönlich kennen. Auch als die beiden 1897 anlässlich der Gründung des Mitteleuropäischen Motorwagen-Vereins noch einmal zusammentrafen, sprachen sie nicht miteinander. 1900 starb Gottlieb Daimler.

### Die letzten Jahrzehnte

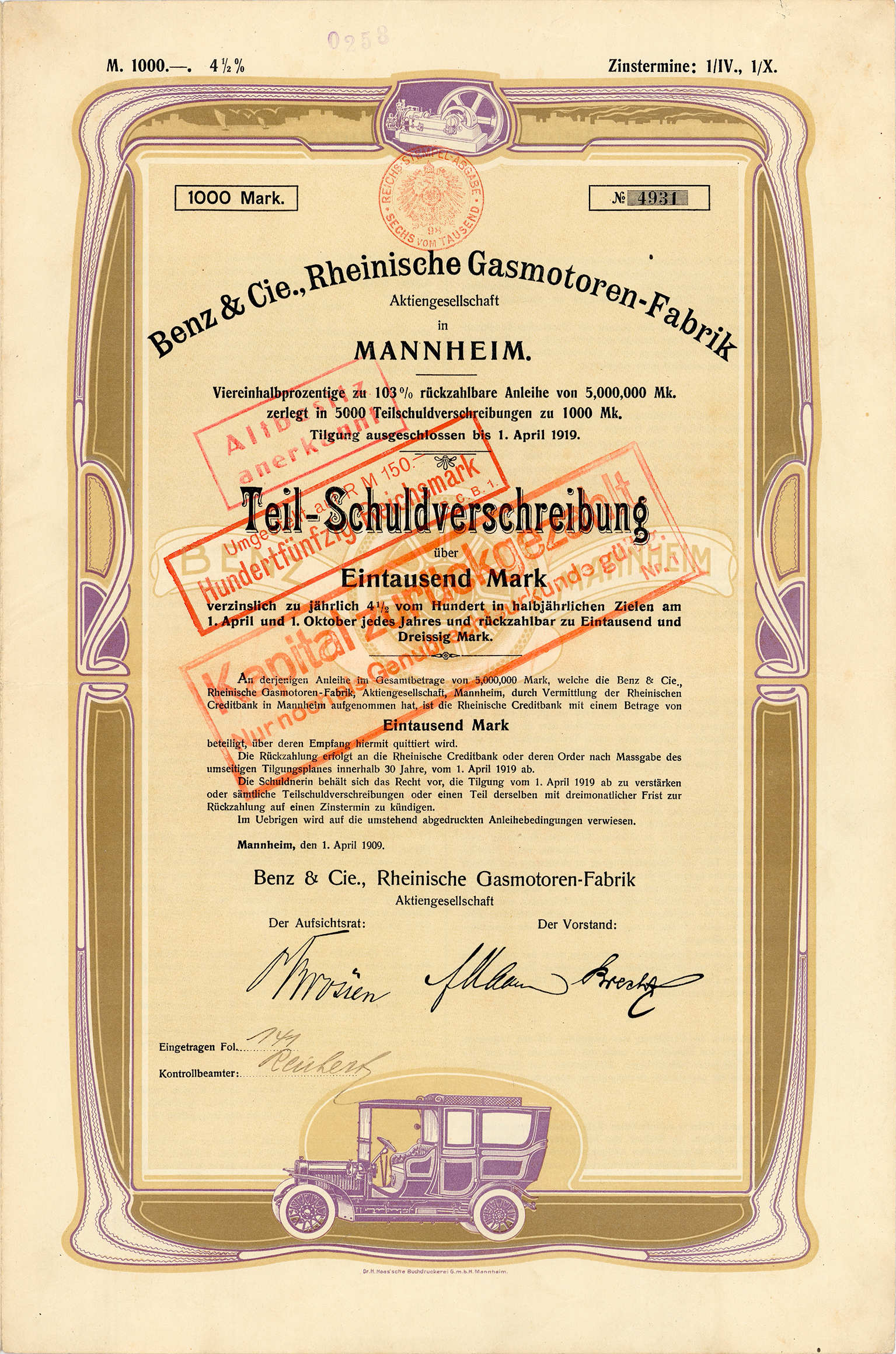
Teilschuldverschreibung der Benz & Cie. Rheinische Gasmotoren-Fabrik AG vom 1. April 1909

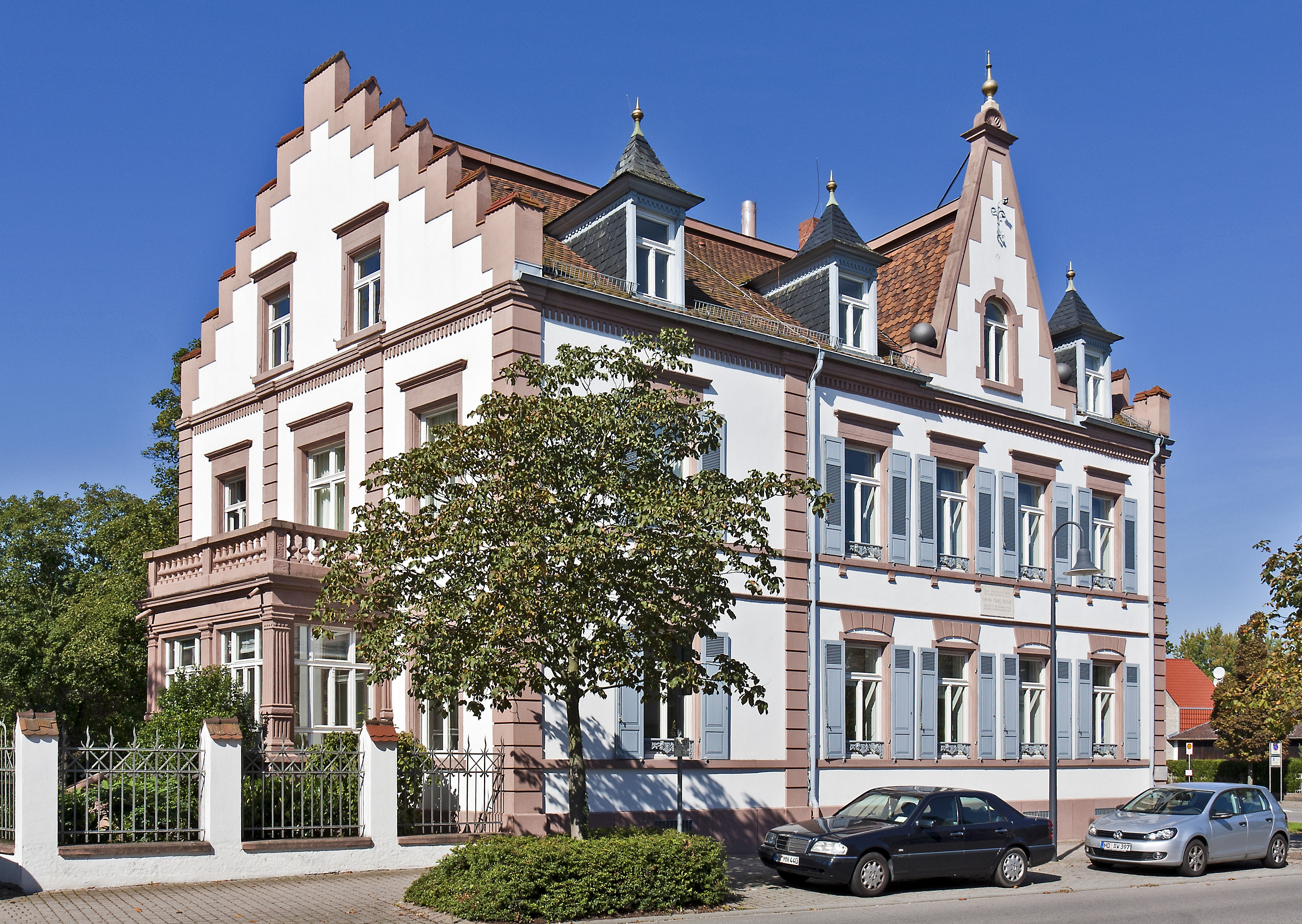
Alterssitz in Ladenburg

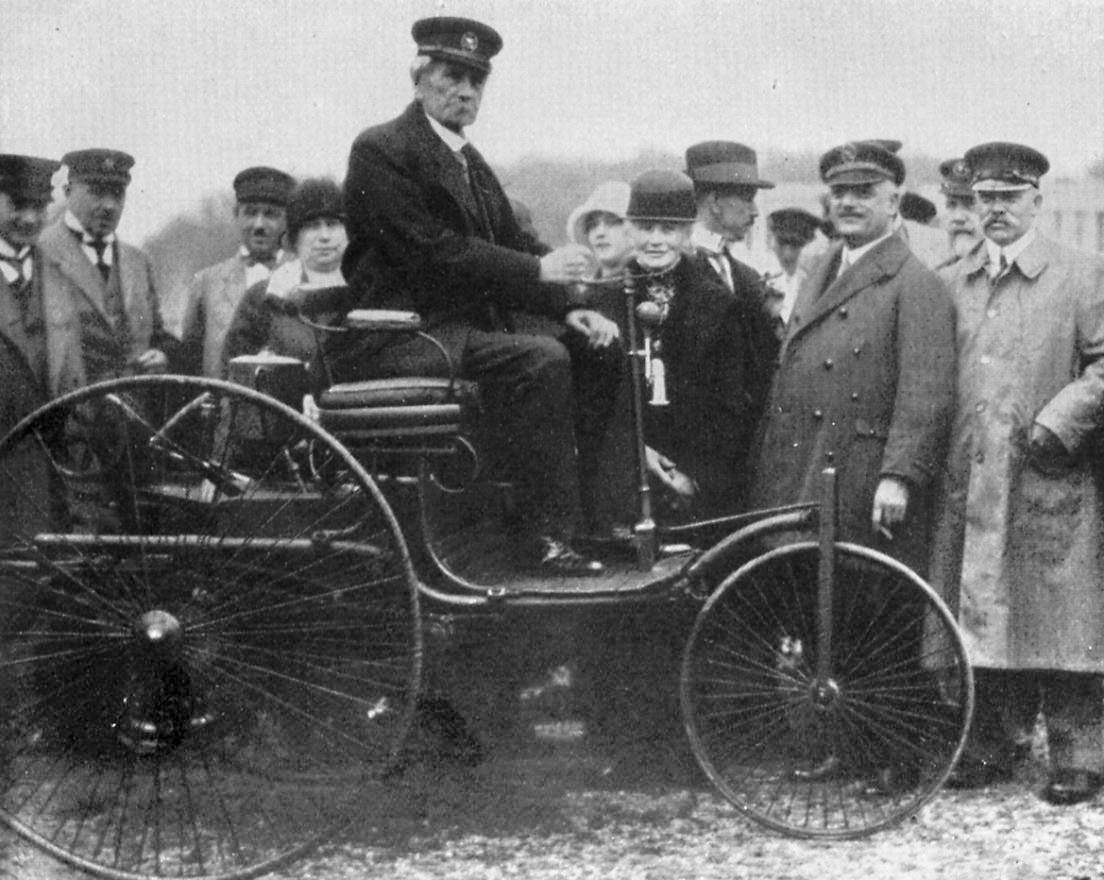
Der 81-jährige Carl Benz auf dem Patent-Motorwagen, Bertha daneben

Im Jahr 1899 wurde die Benz & Cie. Rheinische Gasmotorenfabrik in eine Aktiengesellschaft umgewandelt (Benz & Cie. AG). Um 1900 war sie die größte Automobilfabrik der Welt. Trotz des gewaltigen Erfolges stellte Benz 1903 verärgert seine Tätigkeiten im Unternehmen ein und trat in den Aufsichtsrat ein.
1906 gründete Carl Benz mit seinen Söhnen in Ladenburg das Unternehmen Carl Benz Söhne, das sich auf den Fahrzeugbau spezialisierte und in dessen ehemaligen Räumlichkeiten heute das Automuseum Dr. Carl Benz zu finden ist.
1909 gründete Carl Benz die „Motorfahrzeug- und Motoren-Werke Mannheim AG“ (MWM), die heute zu Caterpillar Energy Solutions gehört. Hier arbeitete er weiter an der Entwicklung von Motoren für verschiedene Anwendungen.
Am 25. November 1914 verlieh die Technische Hochschule Karlsruhe Carl Benz den Ehrendoktortitel.
1926 kam es zur Vereinigung dem von Benz 1883 gegründeten Werk Benz & Cie. und der von Gottlieb Daimler gegründeten Daimler-Motoren-Gesellschaft zur Daimler-Benz AG, Stuttgart-Untertürkheim.
Carl Benz starb im Alter von 84 Jahren an den Folgen einer Bronchitis am 4. April 1929 in Ladenburg und wurde dort bestattet.

## Karl oder Carl?
Die Schreibweise des Vornamens sorgt für Verwirrung. Beispielsweise gibt es in Stuttgart-Untertürkheim einen Karl-Benz-Platz, der ursprünglich Carl-Benz-Platz geschrieben wurde. Der Austausch der Straßenschilder im Jahr 1986 ging auf die Initiative von Daimler-Benz zurück. Der damals 60 Jahre alte Automobilkonzern bevorzugte selbst Karl Benz als die historisch besser begründete Schreibweise des Namens. Im Geburtsregister von Mühlburg stehen nämlich die Vornamen Karl Friedrich Michael verzeichnet. Auf dem Grabstein in Ladenburg steht Karl Benz. Für den Gebrauch der Schreibweise Karl sprechen also gute Gründe.

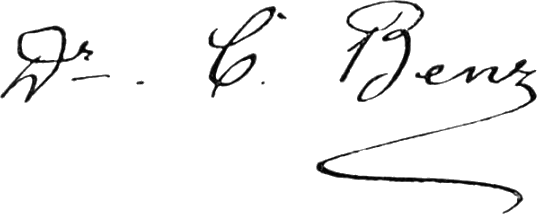
Unterschrift Dr. C. Benz unter dem Porträt in den Lebenserinnerungen

Heute wird jedoch überwiegend die Schreibweise Carl verwendet. Dafür hat der Autopionier selbst gesorgt. Am Polytechnikum in Karlsruhe hatte er sich 1860 noch handschriftlich als Karl Benz eingetragen. Ende des 19. Jahrhunderts kam aber die französische Schreibweise deutscher Namen in Mode, Karlsruhe wurde Carlsruhe geschrieben. Seit etwa 1881/1882 hat Karl Benz zumeist als Carl Benz signiert. Während auf seiner ersten Patentschrift von 1880 noch Karl Benz zu Mannheim steht, wurde die nächste Patentschrift von 1882 auf Carl Benz in Mannheim ausgestellt. Das 1906 in Ladenburg gegründete Unternehmen firmierte als C. Benz Söhne. 1925 erschien die Autobiografie mit dem Namen Carl Friedrich Benz im Titel.
Auch die Daimler AG verwendet seit Juli 2010 konzernweit nur noch die Schreibweise Carl Benz. 2007 wurde an der Universität Karlsruhe, dem heutigen Karlsruher Institut für Technologie (KIT), für den englischsprachigen Bachelorstudiengang Maschinenbau der Name Carl Benz School eingeführt.

## Rezeption

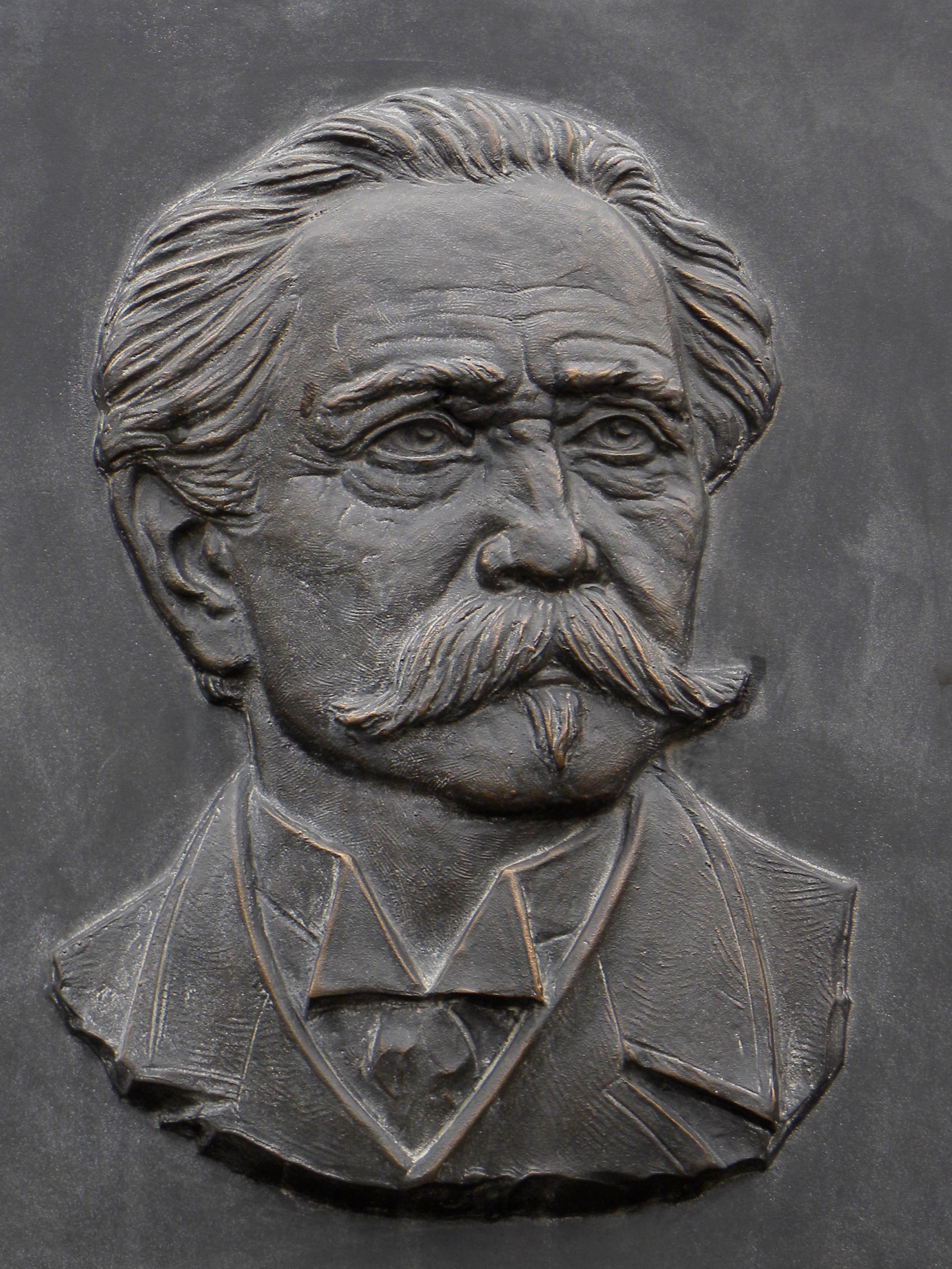
Relief an der Gedenktafel für Carl Benz im Ehrenhof des Karlsruher Instituts für Technologie

Das Automuseum Dr. Carl Benz und das Carl-Benz-Gymnasium in seinem langjährigen Wohnort Ladenburg sind nach ihm benannt.
Die Heimspielstätte des Fußballclubs SV Waldhof Mannheim hat die Bezeichnung Carl-Benz-Stadion. Auch der Benz-Pass, ein Gebirgspass in der Antarktis, trägt seinen Namen.
Am 23. Mai 2011 strahlte Das Erste den biografischen Fernsehfilm Carl & Bertha aus.

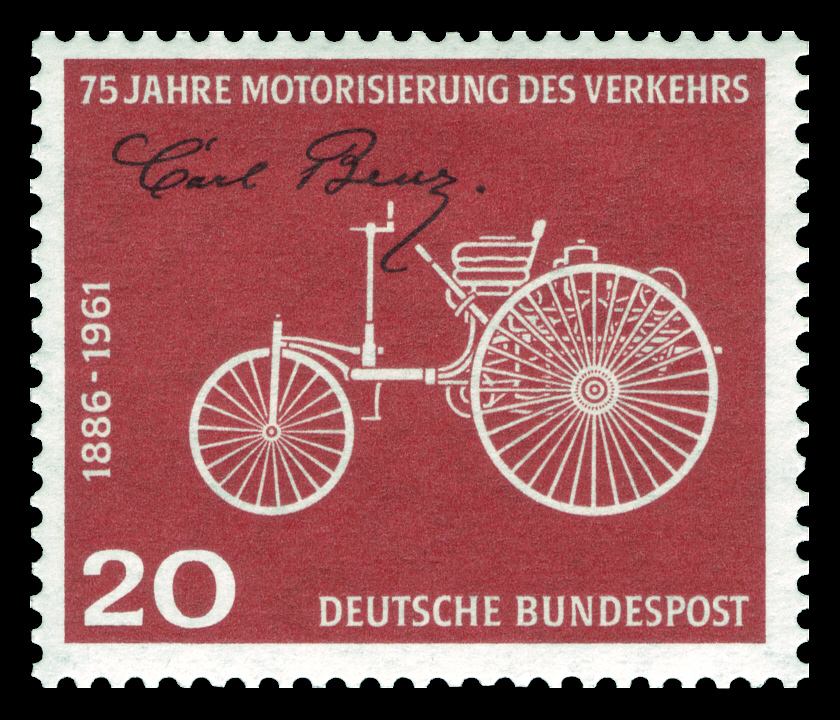
20-Pf-Briefmarke der Deutschen Bundespost (1961): „75 Jahre Motorisierung des Verkehrs“
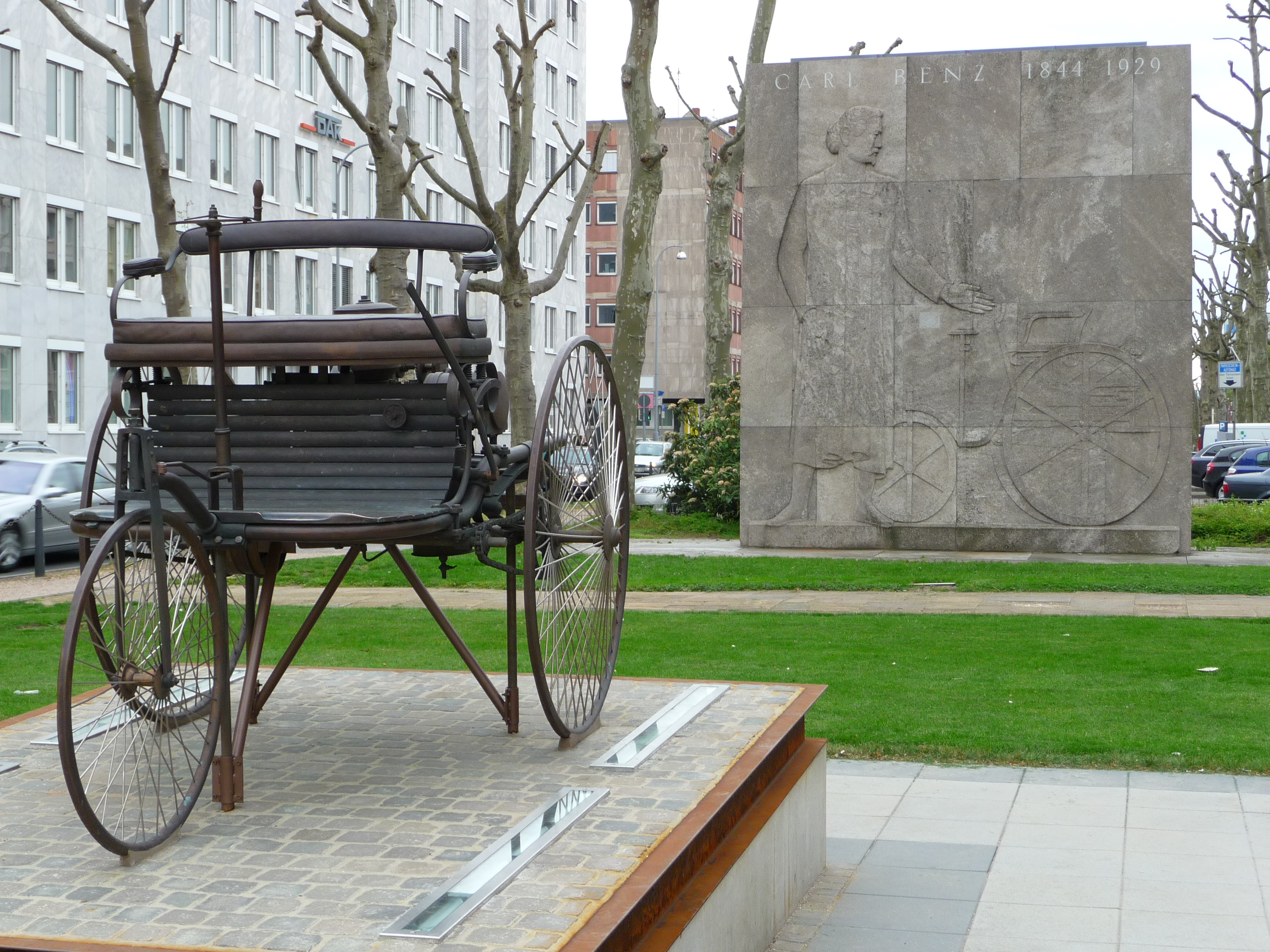
Denkmal in der Augustaanlage in Mannheim

## Literatur

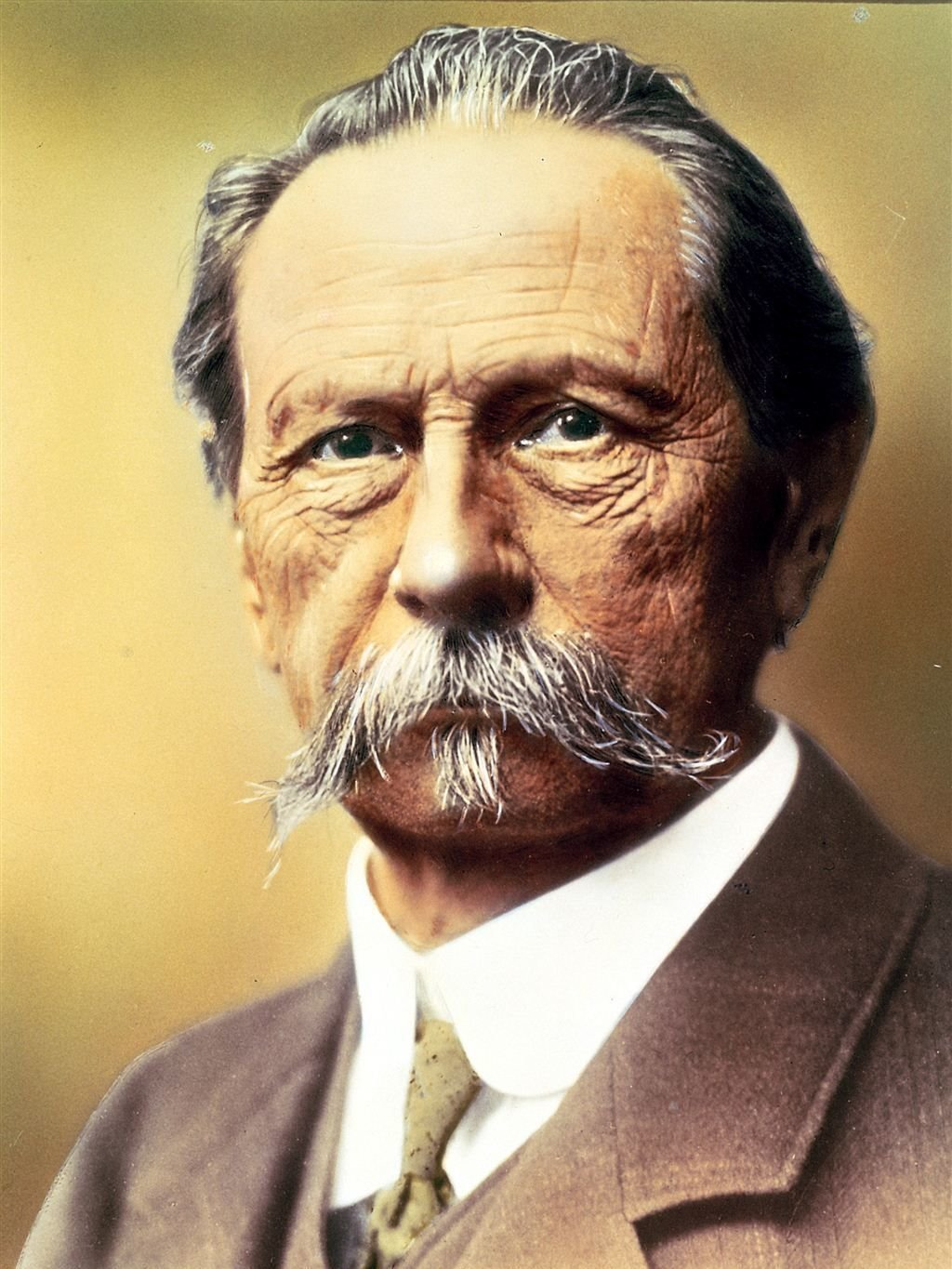
Kolorierte Fotografie